# Chalmazel
Chalmazel ist eine Ortschaft und eine Commune déléguée in der französischen Gemeinde Chalmazel-Jeansagnière mit 353 Einwohnern (Stand: 1. Januar 2022) im Département Loire in der Region Auvergne-Rhône-Alpes.

## Geographie
Chalmazel liegt rund 60 Kilometer östlich von Clermont-Ferrand am östlichen Rand des Regionalen Naturparks Livradois-Forez (frz.: Parc naturel régional du Livradois-Forez) im Tal des Lignon du Forez. Chalmazel liegt am Fuß der Gebirgskette Monts du Forez und deren höchstem Berg Pierre-sur-Haute.

## Geschichte
Die erste urkundliche Erwähnung stammt aus dem Jahr 1214. 1231 erlaubte der Graf von Forez Guy IV. dem Arnaud de Marcilly den Bau einer Festung auf dem Gebiet von Chalmazel. Um 1270 wurde eine Kirche erbaut, die 1881 abgerissen und durch einen Neubau ersetzt wurde. Nach dem Tod des letzten Markgrafen der Marcilly fiel die Burg an das Kloster Saint-Joseph, das in der Burg bis 1972 ein Krankenhaus betrieb. Seit 1. Januar 2016 ist Chalmazel Teil der Gemeinde Chalmazel-Jeansagnière. Die Gemeinde Chalmazel gehörte zuvor zum Arrondissement Montbrison und zum Kanton Boën-sur-Lignon.

## Bevölkerungsentwicklung
| Jahr                       | 1962 | 1968 | 1975 | 1982 | 1990 | 1999 | 2009 | 2017 |
| Einwohner                  | 859  | 813  | 743  | 670  | 597  | 485  | 421  | 356  |
| Quellen: Cassini und INSEE |      |      |      |      |      |      |      |      |

## Sehenswürdigkeiten
- Burg Chalmazel, Burg aus dem 13. und 14. Jahrhundert
- Skigebiet Chalmazel an den Hängen der Pierre-sur-Haute